# 먹그늘나비

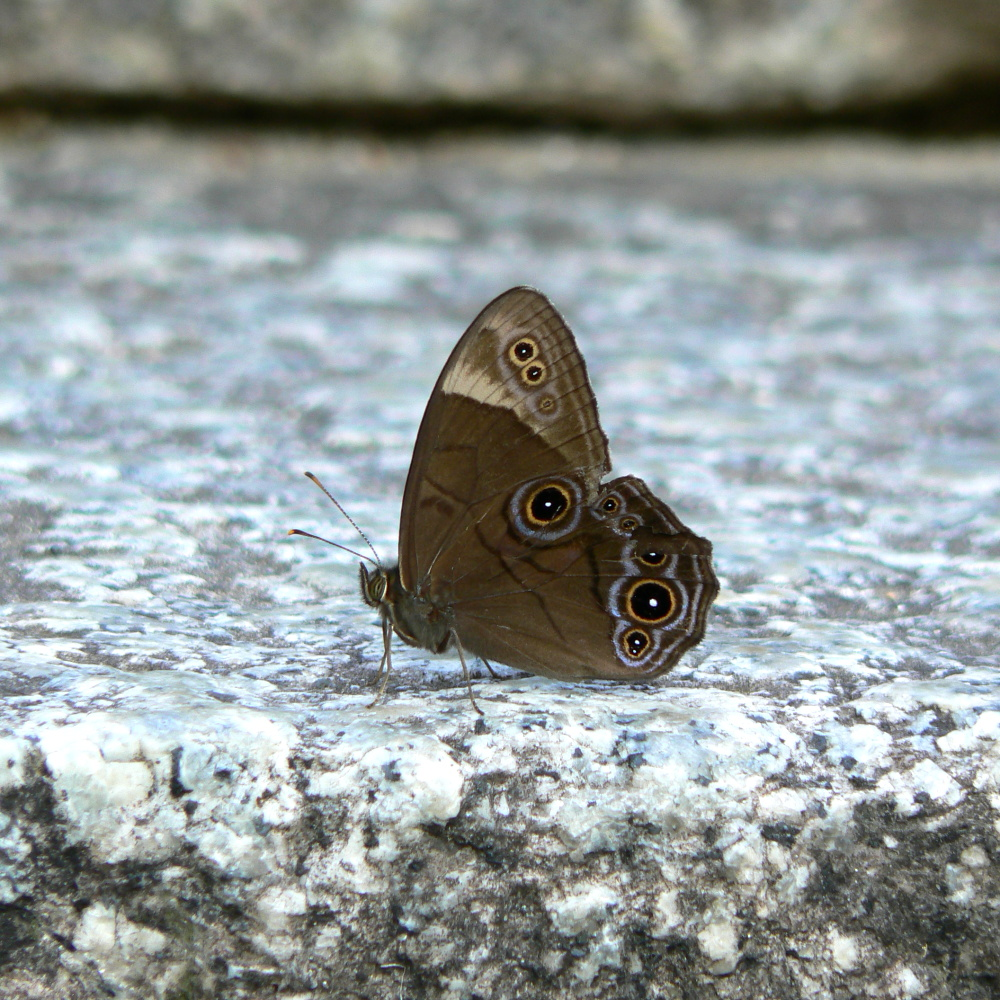

먹그늘나비는 산지의 그늘 진 숲에서 볼 수 있는 나비. 조릿대가 많은 숲이나 그 근처를 낮게 날아다닌다. 나무 진이나 꽃의 꿀을 먹으며, 젖은 땅에서 물을 빨기도 한다. 그늘지고 흐린 날씨를 좋아하지만, 잠깐씩 볕을 쬐기도 한다. 그늘 나비 종류중 가장 검다. 일반적으로 6~8월에 등장하며 50~55mm이다. 조릿대를 먹으며 숲에서 산다.